# De braços abertos
De braços abertos é uma obra da autora Maria Adelaide Amaral. Foi produzida e encenada em 10 de outubro de 1984. A peça teve como intérpretes Irene Ravache e Juca de Oliveira. Tem uma trama centrada na relação entre o casal, seja no passado da relação vivida, seja no presente do reencontro depois de cinco anos. Recebeu os principais prêmios em 1984: Molière (atriz e autora); Mambembe (atriz, autora e produção); APETESP (autora, diretor, espetáculo, produção executiva e trilha sonora).

## Sinopse
A peça retrata o romance extraconjugal do Sérgio, jornalista e profissionalmente frustrado, e Luísa, jornalista e rica. Ambos casados, se conhecem no ambiente de trabalho. Numa relação bastante conturbada, o casal de amantes travam um verdadeira disputa. As armas do Sérgio nesta disputa são sua ironia e seu sarcasmo. Luísa, com a convivência, passa a adotar comportamento similar. Há momentos de carinho, mas grande parte do tempo em que estão juntos é orientada por desentendimento e enfrentamentos. Cinco anos se passam, e eles se reencontram. A partir deste ponto a trama se desenvolve em torno da relação.